# Варяги
Варягите са викинги, пътували на изток, тръгвайки от Швеция и Норвегия. Те се занимават с търговия, пиратство и наемничество по речните системи на Източна Европа, достигайки до Каспийско море и Константинопол. Най-честите им пътувания са до Киев, Волжка България, Константинопол, но стигат и до Багдад. Името „варяги“ най-често бива употребявано за означаване на търговец и морски войн от шведските земи по време на Викингската епоха. Самата дума вероятно означава „обещание, похвала, клетва“, поради обичая опитните скандинавски войни да се заклеват във вярност на византийския император и неговите васали преди да започнат да им служат. 
В средата на 9 век свързваната с варягите народност рус поставя основите на Новгородската и Киевската държава. Според някои историци създателят на Киевска Рус е шведският викинг Рюрик.  Той се установява в Новгород през 862 г. и поставя началото на първата руска династия.
Варягите търгуват с роби, предимно пленени славяни, и кожени изделия в Ориента. За арабите варягите имат лоша хигиена и необичайни сексуални нрави и ги описват като хора, отдадени на търговията и стремежа към чиста печалба, които се отнасяли човешки с робите си. 

## Варяжки отряд
След X век във Византийската империя настъпват политически промени, проявили се и в промяна на военната повинност. Много претенденти за трона и реални императори разчитат на чуждестранни, главно западноевропейски военни наемници.
Това се наблюдава особено след Комненовата армейска реформа, при която много западноевропейски авантюристи пристигат в Константинопол и са включени в елитния Варяжки отряд. Последният е образуван по-рано, по време на Македонската династия, при която съюзникът ѝ княз Владимир I от Киевска Рус изпраща викингски (руски) бойци на служба при василевса. Варяжкият отряд е съставен от обучени тежковъоръжени бойци и бързо достига елитен статус, особено след битките при Бероя и Сирмиум.

## Галерия
- Варяжки отряд във Византия (илюстрация към популярна книга от 19 век)
- „Задморски гости“ (картина на Николай Рьорих, 1899)